# HD 140901
HD 140901 — тройная звезда в созвездии Волка на расстоянии приблизительно 50 световых лет (около 15,2 парсек) от Солнца. Возраст звезды определён как около 3,2 млрд лет.
Вокруг звезды обращается, как минимум, две планеты.

## Характеристики
Первый компонент (HD 140901A) — жёлтая звезда спектрального класса G0, или G2-3V, или G5V, или G5, или G6, или G7IV, или G7IV-V. Визуальная звёздная величина звезды — +6,01m. Масса — около 0,99 солнечной, радиус — около 0,97 солнечного, светимость — около 0,826 солнечной. Эффективная температура — около 5540 K.
Второй компонент (HD 140901B) — белый карлик спектрального класса DA4,7. Визуальная звёздная величина звезды — +13,3m. Масса — около 0,59 солнечной, радиус — около 0,013 солнечного, светимость — около 0,00167 солнечной. Эффективная температура — около 10370 K. Удалён на 14,5 угловой секунды (220,4 а.е.).
Третий компонент (GSC 07837-01369) — жёлтая звезда спектрального класса G. Визуальная звёздная величина звезды — +14,6m. Радиус — около 2,25 солнечного, светимость — около 4,626 солнечной. Эффективная температура — около 5607 K. Удалён на 32,6 угловой секунды.

## Планетная система
В 2022 году группой астрономов было объявлено об открытии планет HD 140901 Ab и HD 140901 Ac.
В 2019 году учёными, анализирующими данные проектов Hipparcos и Gaia, у звезды обнаружена планета HIP 77358 d.